# Droga wojewódzka nr 273
Droga wojewódzka nr 273 (DW273) – droga wojewódzka o długości 10 km, łącząca DK10 w Cierpicach z DK15 w Toruniu. Droga biegnie na terenie powiatu toruńskiego i miasta Toruń.

## Miejscowości leżące przy trasie DW273
- Cierpice
- Wielka Nieszawka
- Mała Nieszawka
- Toruń